# Калачики заячі
Калачики заячі (Malva alcea) — вид рослин з родини мальвових (Malvaceae), поширений у Європі крім півночі й у Туреччині.

## Опис
Багаторічна рослина заввишки до 120 см. Стебла прямостійні, ± погано гіллясті, розсипано волосисті знизу, зверху зірчасто запушені. Насіння майже сферичне, плоске, 2.2–23 x 2–2.2 мм; поверхня гола, гладка, темно-червонувато-коричнева. 2n = 84.

## Поширення
Поширений у Європі крім півночі й у Туреччині; інтродукований на півдні Канади й на півночі США.